# Санкт-Маргаретен-им-Бургенланд
Санкт-Маргаретен-им-Бургенланд (нем. Sankt Margarethen im Burgenland) — ярмарочная община (нем. Marktgemeinde) в Австрии, в федеральной земле Бургенланд. 
Входит в состав политического округа Айзенштадт-Умгебунг.  Население составляет 2784 человека (на 31 декабря 2005 года). Занимает площадь 26,5 км². Официальный код  —  10313.

## Политическая ситуация
Бургомистр общины — Эдуард Шойхаммер (АНП) по результатам выборов 2007 года.
Совет представителей общины (нем. Gemeinderat) состоит из 23 мест.
- АНП занимает 15 мест.
- СДПА занимает 8 мест.